# Bijeli Lachi jezik
Bijeli Lachi jezik (ISO 639-3: lwh; isto i lipupõ), jedan od pet jezika kadajske skupine ge-chi, kojim govori 1 602 ljudi (Min Liang 1990), odnosno 300 kućanstava u sjevernovijetnamskoj provinciji Hà Giang. Prema drugim podacima 5 000 (UNESCO).
Bijeli Lachi razlikuju se od drugih Lachija koji su poznati kao Dugokosi Lachi i Crni Lachi, a različit im je i jezik. Dugokosi i Crni Lachi govore jezkom lachi [lbt], svaki svojim dijalektom.

## Vanjske poveznice
- Ethnologue (14th)
- Ethnologue (15th)
- The Lachi, White Language